# Oulad Sidi Ben Daoud (tribu)
Les Oulad Sidi Ben Daoud ou Bendaoud (en berbère : Ulad Sidi Bendaoud ; ⵓⵍⴰⴷ ⵙⵉⴷⵉ ⴱⴻⵏ ⴷⴰⵡⴷ, en arabe : أولاد سيدي بن داود ; « fils », « enfants » ou « descendants » du « maître » du fils de Daoud ) sont une tribu marocaine faisant traditionnellement partie de la confédération des Chaouïa, d'origine principalement berbère sanhadja arabophone, établie à proximité de Settat.

## Origines
Les Ouled Sidi Ben Daoud se revendiquent d'être d'origine maraboutique (chérifienne) qui s'inscrit dans le contexte plus large des tribus du Maroc central. Leur nom renvoie à un ancêtre éponyme, Sidi Mohammed Ben Daoud, d'origine Idrisside. Sidi Mohammed Ben Daoud serait décédé vers 1528 et enterré dans la région de la Tadla. 
Certaines légendes locales prétendent que Sidi Ben Daoud venait de la Saguia al-Hamra et se serait installé dans la Tadla où il a laissé une descendance. Parmi ses descendants les plus connus, on trouve :
- Sidi Ahmed Ben Taleb, installé à la ville de Guisser, où se trouve son mausolée[3].
- Sidi Mohamed Ben Kbir, qui vivait chez les Oulad Hriz et est enterré à Ouled Saleh.
- Sidi Khamlish, qui était établi à Ras al-Ain chez la tribu des Mzab, où son mausolée est toujours visible.

Néanmoins, l'affiliation de cette tribu reste sombre dû à son lien spécifique avec les Mzamza et Oulad Bouziri, les rattachant donc aux Sanhadja à l'origine.

## Territoire
Les Oulad Sidi Ben Daoud occupaient des territoires au sud des Mzamza, dans une région marquée par un relief accidenté et une forte présence de sources et de puits. Leur mode de vie était traditionnellement semi-nomade, alternant entre l’agriculture et l’élevage.

## Histoire
Les Oulad Bouziri, descendent de Ziri ibn Menad, et sont des Sanhadja, une grande famille berbère. Les Oulad Sidi Ben Daoud sont une branche qui s'est formée après leur installation dans la région, se revendiquant comme descendants de Mohammed Sidi Ben Daoud, un prédicateur venu de la région de la Saguiat El-Hamra. Les deux tribus ont des liens étroits, bien que des rivalités aient émergé entre elles, notamment lors de la Siba, qui a vu une guerre entre les deux tribus scindant définitivement ce lien.

## Composition tribale
Les Oulad Sidi Ben Daoud se composent de 5 groupements, dont les fractions sont commandées chacune par un cheikh :
- Oulâd 'Abd El-'Aziz, 9 fractions,
- Oulâd Saghir, 9 fractions
- Rima, 6 fractions

Une autre partie est constituée de fractions à part entière :
- Seninat.
- Beni Agrin.

La tribu Beni Agrin se revendique d'ascendance chérifienne et, était auparavant chez les Oulad Bouziri avant de rejoindre les Oulad Sidi Ben Daoud.